# Шу, Беранжер
Беранжер Шу (фр. Bérengère Schuh; род. 13 июня 1984, Осер) — французская лучница, бронзовый призёр Олимпийских игр 2008.

## Карьера
Дебют Шу за сборную состоялся в 1999 году. Тогда же состоялся первый для неё чемпионат Европы в Лиллесхолле. На чемпионате мира в помещении 2003 года в Ниме завоевала личное золото, спустя четыре года в Измире добавила в свою коллекцию ещё одну золотую медаль командных соревнований и личную бронзу. Дебют Шу на Кубке мира состоялся в 2007 году, с тех пор она не пропустила ни одного сезона вплоть до завершения карьеры, длившейся 17 лет, 19 июня 2016 года. В финале Кубка мира она завоевала бронзу в 2011 году.

### Олимпиады
Беранжер Шу участвовала на трёх Олимпийских играх.

#### Олимпиада в Афинах
Шу представляла Францию на летних Олимпийских играх 2004 года. Она заняла 31-е место в предварительном раунде, набрав 626 очка за 72 выстрела. В первом раунде плей-офф она уступила 34-й сеяной Элпиде Романци из Греции со счётом 143:151, в результате заняв итоговое 43-е место. Шу также участвовала в командном турнире, где сборная Франции заняла четвёртое место.

#### Олимпиада в Пекине
На летних Олимпийских играх 2008 года в Пекине Шу закончила предварительный раунд с 645 очками. Она стала 14-й сеяной и в первом раунде встретилась с Пией Кармен Марией Лионетти из Италии, которую победила 112:107. Во втором раунде она одержала победу над Сайоко Китабатаке 112:100, но в третьем раунде проиграла третьей сеяной Чу Хён Чжон 104:109.
Вместе с Софи Додемон и Виржини Арнольд она приняла участие в командном турнире. Её результат в предварительном раунде, который был сложен с её партнёрами по команде, позволил французской сборной стать пятой сеяной и начать соревнования с четвертьфинала. Со счётом 218:211 они победили сборную Польши, но в полуфинале против Южной Кореи они набрали всего 184 очка и выбыли в матч за бронзу. Там они одержали победу со счётом 203:201.

#### Олимпиада в Лондоне
Беранжер Шу вышла в четвертьфинал женского индивидуального турнира на летних Олимпийских играх 2012 года, победив Каори Каванака, Лин Цзя-Эн и Чхве Хён Джу, но проиграла Хатуне Лориг со счетом 2:6 в четвертьфинале.